# Dumitru Captari
Dumitru Captari (n. 12 iulie 1989, Chișinău) este un halterofil român care în trecut a concurat pentru Republica Moldova. În prezent participă la probele de 77 kg.

## Carieră
Prima participare internațională a fost la Europenele de cadeți din 2011 desfășurate la București, unde a obținut medalia de argint la stilul smuls (145 kg) și medalia de bronz cu totalul de 331 kg, în cadrul categoriei +77 kg.
Anul următor, Captari a reușit să obțină medalia de bronz la smuls (138 kg), în cadrul categoriei +69 kg.
În 2015, Dumitru Captari s-a alăturat lotului României, prima lui competiție sub steag românesc fiind Campionatul Mondial de la Houston.
La Campionatul European din 2016 de la Førde, halterofilul a obținut trei medalii de bronz la categoria +77 kg — 156 kg la stilul smuls, 192 kg la aruncat și în total 348 kg. În urma acestor rezultate, Dumitru Captari s-a calificat în premieră la Jocurile Olimpice, la categoria +77 kg. Aici a reușit prima încercare de 148 kg la stilul smuls, dar le-a ratat pe următoarele două de 150 kg, și nu a mai concurat la stilul aruncat.

### Palmares competițional
| An                                  | Competiție                        | Categorie | Smuls  | Poziție | Aruncat | Poziție | Total  | Poziție |
| ----------------------------------- | --------------------------------- | --------- | ------ | ------- | ------- | ------- | ------ | ------- |
| Competitor pentru Republica Moldova |                                   |           |        |         |         |         |        |         |
| 2011                                | CE pentru juniori și tineret U-23 | +77 kg    | 145 kg | 2       | 186 kg  | 5       | 331 kg | 3       |
| 2012                                | CE pentru juniori și tineret U-23 | +69 kg    | 138 kg | 3       | 177 kg  | 4       | 315 kg | 4       |
| 2015                                | Campionatul European              | +77 kg    | 152 kg | 6       | 180 kg  | 9       | 332 kg | 8       |
| Competitor pentru România           |                                   |           |        |         |         |         |        |         |
| 2015                                | Campionatul Mondial               | +77 kg    | 148 kg | 28      | 189 kg  | 13      | 337 kg | 14      |
| 2016                                | Campionatul European              | +77 kg    | 156 kg | 3       | 192 kg  | 3       | 348 kg | 3       |